# دميتري فادييف
دميتري كونستانتينوفيتش فادييف (1907 - 1989) (بالروسية: Дмитрий Константинович Фаддеев) هو رياضياتي روسي.

## مسيرته
ولد ديمتري في 30 يونيو 1907، على بعد 200 كيلومتر جنوب غرب موسكو. كان والده قسطنطين تيخونوفيتش فادييف مهندسًا.
في عام 1928 تخرج من جامعة سانت بطرسبرغ الحكومية. أستاذيه هما إيفان ماتفييفيتش فينوغرادوف وبوريس ديلوناي.
في عام 1930 تزوج من فيرا فادديفا، وفي عام 1934 أنجبا لودفيج فادييف الذي أصبح عالما فيزيائيا.
كتب الزوجان طرق عددية في الجبر الخطي في عام 1960 مع طبعة موسعة في عام 1963. على سبيل المثال، طوروا فكرة عن الرياضياتي الفرنسي أوربان لوفيرييه لإنتاج خوارزمية للعثور على حل للمصفوفة {\displaystyle (A-sI)^{-1}}. تقوم الطريقة بحساب مصفوفة مصاحبة ومتعددة الحدود المميزة ل A.
كان واحدا من مؤسسي الأولمبياد الروسي للرياضيات.

## روابط خارجية
- O'Connor، John J.؛ Robertson، Edmund F.، "دميتري فادييف"، تاريخ ماكتوتور لأرشيف الرياضيات